# ماريوس سوموديكا
ماريوس سوموديكا (بالرومانية: Marius Șumudică)‏ ، لاعب ومدرب روماني، لعب في مركز الهجوم وارتدى قمصان عدد كبير من الفرق، أبرزها رابيد بوخارست الروماني، وماريتيمو البرتغالي، وأومونيا نيقوسيا القبرصي، وبدأ مسيرته منذ عام 1988 إلى أن اعتزل في 2006 ، كما قام بتدريب عدة أندية رومانية وكذالك نادي الشعب الإماراتي ونادي الشباب السعودي.

## سجله كلاعب سابق
- فاز بالدوري الروماني مع رابيد بوخارست في موسم 1998 - 1999.
- فاز بكأس رومانيا مرتين في موسمي 1997 – 1998 و 2001 - 2002.

## سجله كمدير فني
- فاز بالدوري الروماني مع فريق أسترا جيورجيو في موسم 2015 – 2016 وهو ما كان سببًا في فوزه بجائزة أفضل مدرب في رومانيا.
- قاد فريق أسترا جيورجيو لتحقيق أكبر إنجاز أوروبي في تاريخه خلال موسم 2017 ، بالوصول للدور الثالث التمهيدى في دوري أبطال أوروبا، قبل أن يتجه للدوري الأوروبي ويتأهل كوصيف للمجموعة الخامسة، قبل أن يودع البطولة من دور الـ 32، وهي أقصى مرحلة وصل لها فريق أسترا جيورجيو .
- درب نادي الشعب الإماراتي .
- تعاقد مع نادي الشباب السعودي ، لمدة موسمين .[1]

## وصلات خارجية
- ماريوس سوموديكا على موقع اتحاد تركيا (مدرب) (الإنجليزية)
- ماريوس سوموديكا على موقع قاعدة بيانات كرة القدم.إي يو (الإنجليزية)
- ماريوس سوموديكا على موقع عالم كرة القدم.نت (الإنجليزية)

- الروماني سوماديكا يقود الشباب في موسمه الجديد
- ماريوس سوموديكا - Marius Sumudica